# ریجنتویل، نیو ساوت ولز
ریجنتویل (به انگلیسی: Regentville) یک حومه شهر در استرالیا است که در نیو ساوت ولز واقع شده‌است.